# Лос-Монтес
Лос-Монтес (исп. Los Montes)  — район (комарка) в Испании, входит в провинцию Гранада в составе автономного сообщества Андалусия.

## Муниципалитеты
1. Аламедилья
2. Аликун-де-Ортега
3. Беналуа-де-лас-Вильяс
4. Кампотехар
5. Коломера
6. Деесас-де-Гвадикс
7. Дейфонтес
8. Гобернадор
9. Гвадаортуна
10. Иснальос
11. Моклин
12. Монтехикар
13. Монтильяна
14. Морелабор
15. Педро-Мартинес
16. Пиньяр
17. Торре-Кардела
18. Вильянуэва-де-лас-Торрес